# 韓猛
韓猛（？—？），又名韓若、韓荀，東漢末年人物，袁紹部下。

## 生平
官渡之戰時被袁紹派往攻擊曹軍糧道，曹仁破於雞洛山。
後韓猛被派往運糧，被徐晃與史渙擊敗，輜重被燒。

## 評價
荀攸曰：「韓猛銳而輕敵。」